# Joachim Berner
Joachim Berner, född 26 november 1962 i Göteborg, är en svensk tidningsman, författare och näringslivsperson.

## Biografi
Berner är uppvuxen i Göteborg och gick på Hvitfeldtska gymnasiet. Han studerade därefter ekonomi vid Karlstads högskola och senare på Handelshögskolan i Göteborg. Berner inledde sin journalistiska karriär på SR Värmland med programmet Ramlöst 1984. År 1989 blev han redaktionschef på Privata Affärer och 1990 ekonomiredaktionens chef på Göteborgs-Posten för att 1993 bli dess redaktionschef. År 1996 tillträdde han som redaktionschef på Dagens Nyheter och utses till chefredaktör där 1998 och vd från år 2000. År 2001 blev han chefredaktör för Expressen.
År 2002 utsågs Joachim Berner till vd för reklambyrån Lowe Brindfors. Han lämnade detta arbete efter erbjudande om att bli vd för Sveriges Radio – en tjänst han senare inte fick.
Joachim Berner är aktiv i såväl styrelsen som ledningen för familjeföretaget Christian Berner Invest. Företaget bedriver teknikhandelsverksamhet, tillverkningsindustri och en fastighetsrörelse. 
Mellan mitten av 2011 till 2015 var Joachim Berner av regeringen utsedd ordförande för Riksteatern. Samtidigt hade han uppdrag för Pensionsmyndigheten och Arbetsförmedlingen. Han betraktar sina misslyckanden som lärdomar och nämner uppdragen i den borgerliga regeringens pensionsmyndighet som sin upprättelse.
I januari 2018 efterträdde Berner Björn Björnsson som styrelseordförande för Eniro.
Han är 2019 ordförande för Lokaltidningen Mitt i Stockholm AB, Christian Berner Tech Trade AB, Seafire AB och Gårdaverken AB. Berner är också en av investerarna bakom nyhetsaggregatorn Squid och sitter i utbildningsbolaget Yrkesakademins styrelse.
Han var mellan 2013 och 2018 gift med modedesignern Paula Berner, tidigare Malm.

## Tidningsåren
Berner var redaktionschef för Privata Affärer 1989, redaktionschef för Göteborgs-Posten 1993. Därefter gick han till Dagens Nyheter 1996, där han efterträdde Anders Mellbourn som chefredaktör 1998. År 2001 lämnade han över till Anders Johnson och Berner gick vidare till tjänsten som chefredaktör för Expressen. Efter några misslyckade nylanseringar i tidningen fick han sluta ett halvår senare.
Efter Expressens löpsedel den 27 november 2001, som löd "Gudrun Schyman spelar in erotisk film tillsammans med sin ex-man: 'Man ska bli kåt'" krävde fackklubben på Expressen Thomas Mattssons avgång från positionen som editionschef men fick inte gehör för sitt krav. Löpsedeln är en av få i Sverige som har fällts i Högsta domstolen. Tingsrätten friade tidningen från förtalsanklagelser men klandrade tidningen i domslutet för "bedrövligt dålig journalistik". I högre instans bedömdes slutligen löpsedeln vara förtal och Joachim Berner, som då var chefredaktör och ansvarig utgivare, dömdes att böta 60 000 kronor och att betala ett skadestånd på 50 000 kronor. "Jag blev en del av Vänsterpartiets uppgörelser med Socialdemokraterna på grund av förtalsdomen, vars SR-styrelsemedlem Tomas Rudin verkställde partiets order. Själv hade jag inget politiskt skyddsnät."[källa behövs] Enligt Tomas Rudin själv berodde styrelsens tillbakadragande av erbjudandet till Berner att bli radiochef helt sonika på det fackliga motståndet. Inte långt därefter fick hela styrelsen avgå.
"Jag har hållningen att som utgivare får man fanemig stå för det som publiceras i tidningen. Och det gjorde jag. Jag vek inte ner mig, skyllde inte på organisationen och sonade dessutom mitt straff. Jag hade inte sett löpet innan det publicerades, men då är det mitt ansvar som ansvarig utgivare att ha en organisation som gör att jag får syn på sådant som är kontroversiellt innan det går ut." 

## Författarskapet
Berner utkom med sin första titel som författare 1999 med antologin Till alla vänner: 16 kända män och kvinnor skriver om vänskap på förlaget Semic Press, tillsammans med 15 medförfattare. 
2001 släppte Berner och sex medförfattare, i egenskap av mediachefer, antologin Mitt i steget - En antologi om ledarskap och förändring utgiven på Ekerlids Förlag . I boken resonerar författarna kring synen på ledarskap på deras respektive tidningsredaktioner. 
I maj 2019 utkom Berner med den självbiografiska boken Den förlorade sonen utgiven på Mondial förlag, vilket blev Berners första egna titel. Boken fick ett positivt mottagande i bland annat Dagens Nyheter och Medievärlden. I samband med att boken släpptes uttalade sig Berner i Kvartals podcast Fredagsintervju 2019 där han intervjuades av Jörgen Huitfeldt, i ett reportage i DI Weekend och under bokmässan 2019 för Kvartal med Staffan Dopping.. I boken berättar Berner om tiden efter att han inte fick tillträda jobbet som VD för Sveriges Radio 2003 och vägen tillbaka.
I november 2022 utkom Berner tillsammans med musikern och redaktören Johan Norberg med boken Alla dessa dagar som kom och gick: Tankar om livet i den tredje åldern, utgiven på Mondial förlag. Boken tar upp olika aspekter av manligt åldrande, och resonerar kring möjligheter samt begränsningar med att åldras utifrån Berners och Norbergs egna perspektiv. I samband med släpp intervjuades Berner och Norberg i ett reportage i Svenska Dagbladet samt medverkade i podcasten Fokuspodden  där de i ett samtal lett av Nina Solomin pratar fritt om några av bokens frågor. 